# Eduardo De Filippo
(Dall'ultimo discorso di Eduardo al Teatro Greco di Taormina, 15 settembre 1984)
Eduardo De Filippo, noto anche più semplicemente come Eduardo (Napoli, 26 maggio 1900 – Roma, 31 ottobre 1984), è stato un drammaturgo, attore, regista, sceneggiatore e poeta italiano.
Considerato uno dei più importanti autori teatrali del Novecento, è stato autore di numerose opere teatrali da lui stesso messe in scena e interpretate e, in seguito, tradotte e rappresentate da altri anche all'estero. Autore prolifico, lavorò anche nel cinema con gli stessi ruoli ricoperti nell'attività teatrale. Per i suoi meriti artistici e i contributi alla cultura, nel 1981, fu nominato senatore a vita dal presidente della Repubblica Sandro Pertini e gli furono conferite due lauree honoris causa in Lettere dall'Università di Birmingham nel 1977 e dall'Università degli Studi di Roma "La Sapienza" nel 1980. Fu anche proposto per il premio Nobel per la letteratura. Eduardo resta ancora oggi, assieme a Luigi Pirandello, Dario Fo e Carlo Goldoni, uno degli autori teatrali italiani più apprezzati e rappresentati all'estero.

## Biografia

### Figlio d'arte

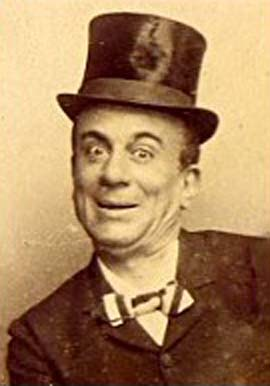
Eduardo Scarpetta, padre di Eduardo De Filippo

Eduardo De Filippo nasce a Napoli il 26 maggio 1900 nel quartiere Chiaia, in via Vittoria Colonna n. 5, ora diventata via Vittoria Colonna n.14. Eduardo e i suoi fratelli Titina e Peppino nacquero dalla sarta teatrale Luisa De Filippo che li ebbe da una relazione extraconiugale con l'attore e commediografo Eduardo Scarpetta, il quale era già sposato con una zia di Luisa, Rosa De Filippo, dalla quale aveva avuto altri tre figli (Domenico, Maria e Vincenzo Scarpetta). Proprio Rosa aveva avuto una relazione prematrimoniale col re Vittorio Emanuele II (da cui era nato un figlio, dunque cugino della madre e figliastro del padre). Luisa De Filippo diede ad Eduardo, Peppino e Titina il proprio cognome. Cresce nell'ambiente teatrale napoletano insieme ai fratelli Titina, la maggiore, che già agli inizi degli anni '10 del '900 aveva un suo posto nella compagnia di Vincenzo Scarpetta (uno dei figli legittimi di Scarpetta), e Peppino, il più piccolo, che assieme a Eduardo di tanto in tanto viene convocato per qualche apparizione in palcoscenico: a soli quattro anni è condotto per la prima volta su un palcoscenico, portato in braccio da un attore della compagnia di Scarpetta, Gennaro Della Rossa, in occasione di una rappresentazione dell'operetta La Geisha, al Teatro Valle di Roma.
Nel 1912 i De Filippo vanno ad abitare in via dei Mille, e sia Eduardo che Peppino vengono mandati a studiare al Collegio Chierchia, in Via Foria; qui, tra tentativi di fughe e insofferenze varie, il piccolo Eduardo inizia a dilettarsi nella scrittura, producendo la sua prima poesia, con versi scherzosi dedicati alla moglie del direttore del collegio. Rientrato a casa, parte per Roma in cerca di indipendenza economica, ospite di una zia e in cerca di qualche lavoretto nell'ambiente cinematografico, ma senza successo. Tornato a Napoli si cimenta nelle sue prime prove d'attore: prima recita nella rivista di Rocco Galdieri, poi nella compagnia di Enrico Altieri, quindi in altre compagnie come la Urciuoli-De Crescenzo e la Compagnia Italiana. Ed è così che, tra un teatro e l'altro (San Ferdinando, Orfeo, Trianon), conosce Totò, che sarebbe diventato un suo grande amico.

### Nella compagnia di Vincenzo Scarpetta

Eduardo e Pulcinella (Achille Millo)

Nel 1914 Eduardo entra stabilmente nella compagnia del fratellastro Vincenzo Scarpetta, raggiungendo così la sorella Titina; tre anni dopo, con l'ingresso nella compagnia di Peppino, i tre fratelli si ritrovano a recitare insieme. Nel 1918, quasi alla fine della guerra, Eduardo viene chiamato alle armi con la sua classe di leva. Congedato provvisoriamente a fine anno viene richiamato nel 1920 per completare il servizio militare nei Bersaglieri (2º Reggimento bersaglieri, di stanza nella storica caserma La Marmora a Trastevere) dove resterà fino al 1921. Il comandante lo incarica di organizzare piccole rappresentazioni per i soldati, di cui è anche autore oltre che attore e direttore di compagnia. Durante questo periodo matura sempre di più la voglia e la capacità di essere anche autore e regista oltre che attore, giungendo a scrivere nel 1920 la sua «prima commedia vera e propria», Farmacia di turno, atto unico dal finale amaro rappresentato l'anno successivo dalla compagnia di Vincenzo Scarpetta.
Dal fratello Vincenzo, Eduardo eredita, tra l'altro, anche quella severità e quel rigore che lo caratterizzeranno per tutta la vita sul lavoro e nei rapporti con gli altri, caratteristiche sovente enfatizzate da una sorta di leggenda ma che hanno senza dubbio un fondo di verità. Vincenzo Scarpetta propone in quell'epoca un repertorio essenzialmente basato sulle commedie del celebre padre oltre ad altre commedie, a spettacoli di rivista e a incursioni nel cinema, riscuotendo un buon successo di critica e di pubblico.
Nel 1922 Eduardo De Filippo scrive Ho fatto il guaio? Riparerò! che va in scena al Teatro dei Fiorentini quattro anni dopo e che prende in seguito il titolo definitivo di Uomo e galantuomo; in questa commedia, tra le più comiche del repertorio eduardiano, l'autore introduce dei temi che saranno una costante in numerose opere successive, come la pazzia (vera o presunta) e il tradimento, con un vago sentore pirandelliano che riporta al Ciampa de Il berretto a sonagli, seppur seguendo nella struttura del testo, il modello scarpettiano della farsa tradizionale. Curiosa la citazione che Eduardo inserisce nella commedia, quasi a mo' di rivalsa, del lavoro di Libero Bovio Mala nova e che il drammaturgo e poeta napoletano non gradì.
Il rilievo che Eduardo acquisisce nella compagnia di Scarpetta è già notevole, nonostante la giovane età; ciò lo porta anche a maturare, specie nelle stagioni teatrali estive, esperienze diverse come le recite con i cosiddetti "seratanti" nel 1921 o come la messa in scena di Surriento gentile, idillio musicale di Enzo Lucio Murolo opera per la quale Eduardo cura, per la prima volta nella sua lunga carriera, la regia (16 settembre 1922).
Dopo la morte di Eduardo Scarpetta (29 novembre 1925), Eduardo va a convivere con una giovane di nome Ninì, per la quale compone alcune poesie d'amore (tra cui E mmargarite, la più antica tra quelle in seguito pubblicate); viene raggiunto quindi dal fratello Peppino, che nel frattempo ha recitato senza alcun positivo riscontro economico, con la Compagnia Urciuoli, e che forse spera di poter anch'egli essere scritturato da Scarpetta. Ma Eduardo decide di tentare l'avventura del teatro in lingua e si fa scritturare nella compagnia di Luigi Carini come attore "brillante" convincendo l'impresario a prendere anche Peppino. Ma Peppino ci ripensa per entrare nella Compagnia Vincenzo Scarpetta come sostituto del fratello. La parentesi dura poco ed Eduardo rientra nei ranghi, scrivendo nel 1926 Requie a l'anema soja... (poi diventata I morti non fanno paura) in cui recita vestito da "vecchio"; così dirà, molti anni dopo in un'intervista: «Non vedevo l'ora di diventare vecchio: così, pensavo, non avrò più bisogno di truccarmi. E poi, se faccio il vecchio da adesso, lo posso portare avanti. Se invece mi metto a fare il giovane, presto diranno: "È invecchiato!"». Il tema della pazzia, stavolta vera e non presunta, torna prepotentemente nella commedia successiva, dal titolo emblematico di Ditegli sempre di sì che la compagnia di Scarpetta rappresenterà per la prima volta nel 1927.

#### Le prime esperienze in proprio

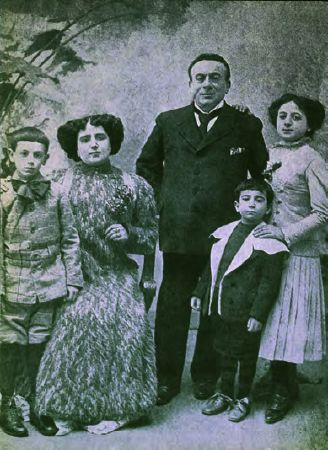
Da sinistra: Eduardo, Luisa, Eduardo Scarpetta, Peppino e Titina.

Al termine della stagione teatrale del 1927, Eduardo tenta un esperimento "in proprio", mettendo su una sorta di cooperativa d'attori senza produttore né finanziatore diretti, e per la quale chiama i fratelli Peppino e Titina a recitare in un sodalizio artistico con Michele Galdieri (amico di Eduardo e figlio del poeta Rocco); nasce così la compagnia Galdieri-De Filippo, di cui Eduardo è il direttore, che debutta con successo al Teatro dei Fiorentini di Napoli il 27 luglio con lo spettacolo dal titolo scaramantico La rivista... che non piacerà.
In quel periodo Eduardo conosce Dorothy Pennington ("Dodò"), un'americana di Filadelfia di cui si innamora e che, nonostante l'avversione della famiglia di lei, sposa a Roma con il rito evangelico il 10 dicembre 1928. Intanto proseguono i tentativi di mettersi in proprio assieme ai fratelli e ancora come attore, autore e capocomico lavora nella "De Filippo - Comica Compagnia Napoletana d'Arte Moderna". Sempre nel 1928 scrive l'atto unico Filosoficamente, che propone una sorta di ritratto della rassegnazione di un piccolo borghese; il testo però, al pari di Occhiali neri, non verrà mai portato sulla scena da Eduardo.
Nel 1929, usando degli pseudonimi (R. Maffei, G. Renzi e H. Retti), Eduardo e Peppino mettono in scena lo spettacolo comico Prova generale. Tre modi di far ridere, lavoro in tre atti con prologo ed epilogo di Galdieri, rappresentato al Teatro dei Fiorentini. Numerose saranno negli anni a venire, le volte in cui Eduardo si firmerà, come autore teatrale con vari pseudonimi (tra i più noti, Tricot, Molise, C. Consul); ciò al fine di superare le difficoltà che aveva in quegli anni a farsi riconoscere dagli impresari i suoi diritti d'autore.

#### "La Ribalta Gaia"
Ma ben presto, Eduardo, Peppino e Titina vengono chiamati dall'impresario della compagnia Molinari, appena privatasi dell'apporto di Totò che vi aveva recitato, a costituire una ditta autonoma all'interno della compagnia stessa, la Ribalta Gaia, assieme a Pietro Carloni, Carlo Pisacane, Agostino Salvietti, Tina Pica e Giovanni Bernardi. I tre ottennero un buon successo nella rivista Pulcinella principe in sogno.... Ed è all'interno dello spettacolo che viene inserita, come sketch, Sik-Sik, l'artefice magico, tra le commedie più riuscite del periodo giovanile eduardiano, rappresentata al Teatro Nuovo nel 1929 (secondo alcuni nel 1930). Lo spettacolo, che narra con ilarità malinconica i risvolti amari della vita di un artista tormentato, povero e anche un po' filosofo, ottiene a Napoli un clamoroso successo di critica e di pubblico che viene in parte a mancare nella successiva rappresentazione estiva a Palermo, dove Titina, inadatta al ruolo per lei non consono di soubrette, viene fischiata.
Eduardo è lanciato verso il successo e collabora anche agli altri copioni della compagnia Molinari, come autore (con Mario Mangini in Follia dei brillanti e La terra non gira, con Carlo Mauro in La signora al balcone, con Mangini e Mauro in C'era una volta Napoli, Le follie della città, È arrivato 'o trentuno, S'è 'nfuocato o sole!, Cento di questi giorni e Vezzi e riso).

### Il Teatro Umoristico "I De Filippo"
Dal 1931 finalmente il sogno dei tre fratelli d'arte di recitare assieme in una compagnia tutta loro diventa realtà. Eduardo fonda, raccogliendo l'adesione dei fratelli, la compagnia del Teatro Umoristico "I De Filippo", che debutta con successo a Roma. Dopo alcune recite a Milano, la compagnia è a Napoli al Teatro Kursaal (poi Filangieri) dove rappresentano O chiavino di Carlo Mauro, Sik-Sik e per la prima volta la commedia scritta da Peppino Don Rafele 'o trumbone. Vanno quindi in scena l'adattamento L'ultimo Bottone (di Munos Seca e Garcia Alvarez) e una nuova commedia scritta da Eduardo dal titolo Quei figuri di trent'anni fa (titolo originario mutato per la censura, La bisca). Gli ultimi giorni dell'estate i De Filippo sono a Montecatini dove presentano alcuni sketch assieme alla soubrette emergente Ellen Meis, senza riscuotere particolare successo, prima di tornare a recitare per l'ultima volta con la Molinari. Il 1931 è anche l'anno in cui Eduardo presenta, sotto lo pseudonimo di Tricot, Ogni anno punto e da capo, in occasione di una serata della festa di Piedigrotta dedicata alla canzone al Teatro Reale, la cui prima rappresentazione avviene al Teatro Nuovo, all'interno dello spettacolo di rivista Cento di questi giorni, in occasione di una serata in onore del fratello Peppino. La scatenata verve comica dei tre fratelli risaliva alle forme farsesche dell'antica commedia dell'arte, che Eduardo conosceva bene avendola studiata e non condividendone la visione che gli studiosi avevano di essa: si dimostrò, infatti, critico verso l'agiografia degli attori che ne veniva fatta.

#### Natale in casa Cupiello
La commedia forse più nota di Eduardo, Natale in casa Cupiello, portata in scena per la prima volta al Teatro Kursaal di Napoli il 25 dicembre 1931, segna di fatto l'avvio vero e proprio della felice esperienza della Compagnia del "Teatro Umoristico I De Filippo", composta dai tre fratelli e da attori già famosi o giovani alle prime armi che lo diventeranno (Agostino Salvietti, Pietro Carloni, Tina Pica, Dolores Palumbo, Luigi De Martino, Alfredo Crispo, Gennaro Pisano). A giugno, intanto, Eduardo aveva firmato un contratto con l'impresario teatrale che lo impegnava per soli nove giorni di recite per presentare il suo nuovo atto unico subito dopo la proiezione di un film. Il successo della commedia fu tale che la durata del contratto fu prolungata sino al 21 maggio 1932.
Nata come atto unico (l'odierno 2°), Eduardo aggiunse alla commedia altri due atti, quello di apertura (nel 1932 o 1933) e quello conclusivo, dalla cronologia piuttosto controversa (per alcuni fu scritto nel 1934, secondo altri addirittura nel 1943, secondo un'ipotesi più probabile ed avallata più tardi anche dallo stesso autore che però definirà anche più tardi la commedia come «parto trigemino con una gravidanza durata quattro anni»). Nel "Natale eduardiano" tutto ruota attorno ad un pranzo natalizio che viene scosso da un dramma della gelosia. Sullo sfondo, il ritratto tragicomico del protagonista, Luca Cupiello, figura ingenua di un vecchio con comportamenti fanciulleschi ed immerso nelle sue fantasie e nel suo amore per il presepe, cui si dedica con passione, inconsapevole delle tragiche vicende familiari che gli ruotano attorno. Aspetti autobiografici sono rilevabili nella commedia, sebbene mai confermati dall'autore: i nomi dei protagonisti, Luca e Concetta, sono i medesimi infatti dei nonni di Eduardo.

#### L'avanspettacolo
Il prolungamento del contratto al Kursaal costringe la compagnia ad un superlavoro, dovendo cambiare spettacolo in cartellone praticamente ogni settimana, come consuetudine in quegli anni di avanspettacolo, dove si recitava subito dopo la proiezione di un film. Numerosi sono i lavori portati in scena: oltre a Natale in casa Cupiello, la compagnia proponeva sovente Sik-Sik, Quei figuri di trent'anni fa oppure commedie in collaborazione con Maria Scarpetta, sorellastra di Eduardo, come Parlate al portiere, Una bella trovata, Noi siamo navigatori, Il thè delle cinque, Cuoco della mala cucina. Curioso è l'episodio della parodia di Cavalleria rusticana che la compagnia portava in scena e che turbò Pietro Mascagni al punto da farne bloccare le repliche. Nell'estate del 1932 la compagnia si trasferisce al cinema-teatro Reale mietendo un buon successo di pubblico e di critica; i tre fratelli vengono ormai chiamati semplicemente con il loro nome di battesimo, Eduardo, Peppino e Titina.

#### Al Sannazaro
Proprio quando i piccoli cinema-teatri dell'avanspettacolo iniziano a stare stretti alla compagnia "I De Filippo", e nello stesso tempo in cui Eduardo e Peppino sono impegnati con Tito Schipa nella lavorazione del film Tre uomini in frak di Mario Bonnard, l'impresario del Teatro Sannazaro li scrittura per la stagione del celebre teatro napoletano. Il nuovo sodalizio, che perde Salvietti ma mantiene tra gli altri Carloni e Pisano, vede una maggiore presenza di Titina come prima attrice della compagnia; il debutto è datato 8 ottobre 1932 con Chi è cchiu' felice 'e me! (due atti di Eduardo, scritta nel 1929) e Amori e balestre (atto unico di Peppino). Si inizia così a formare un primo "repertorio eduardiano" che la compagnia "I De Filippo" porta sulle scene, alternandolo con lavori scritti da Peppino e Titina stessi o da Maria Scarpetta, Ernesto Murolo e Gino Rocca.

#### La conquista dell'Italia

Eduardo (assieme a Peppino e Titina) incontra Pirandello (1933)

Eduardo inizia a sentire il bisogno di abbandonare il "provincialismo" napoletano della compagnia e, anche motivato dalle benevole critiche ricevute, decide che è giunto il momento per la sua compagnia di operare il decisivo salto di qualità per iniziare a calcare i più prestigiosi teatri italiani. Fu decisivo in tal senso l'incontro casuale con Luigi Pirandello, che ebbe come conseguenze una grande interpretazione dell'opera Il berretto a sonagli nei panni di Ciampa (1936), la messa in scena di Liolà e la scrittura della commedia L'abito nuovo.
Nel biennio 1943-1944 «i fratelli De Filippo calcarono le scene repubblichine». Il 20 dicembre 1944 Eduardo recitò per l'ultima volta, al Teatro Diana di Napoli, accanto a Peppino, con il quale esplose il diverbio finale: quindi fondò la nuova compagnia teatrale che si chiamò semplicemente "Il Teatro di Eduardo".

### La ricostruzione del Teatro San Ferdinando

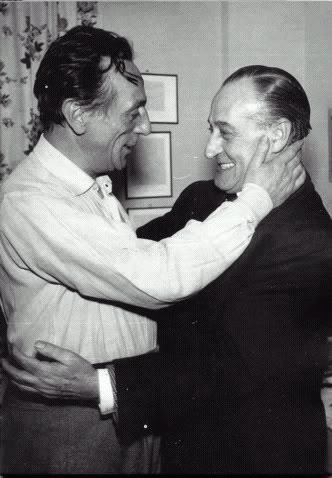
Eduardo e Totò

Nel 1948 egli acquistò il semidistrutto Teatro San Ferdinando di Napoli, investendo tutti i suoi guadagni nella ricostruzione di un antico teatro ricco di storia, mentre Napoli viveva una triste stagione all'insegna della più assurda speculazione edilizia. Il San Ferdinando fu inaugurato il 22 gennaio 1954 con l'opera Palummella zompa e vola. Eduardo cercò di salvaguardare la facciata settecentesca dello stabile realizzando all'interno un teatro tecnicamente all'avanguardia per farne una "casa" per l'attore e per il pubblico. Al San Ferdinando interpretò le sue opere, ma mise in scena anche testi di autori napoletani per recuperare la tradizione e farne un "trampolino" per un nuovo Teatro.
Adottò il parlato popolare, conferendo in questo modo al napoletano la dignità di lingua ufficiale, ma elaborò una lingua teatrale che travalicò napoletano ed italiano per diventare una lingua universale. Non vi è dubbio che l'azione e l'opera di Eduardo De Filippo siano state decisive affinché il "teatro dialettale", precedentemente giudicato di second'ordine dai critici, fosse finalmente considerato un "teatro d'arte".

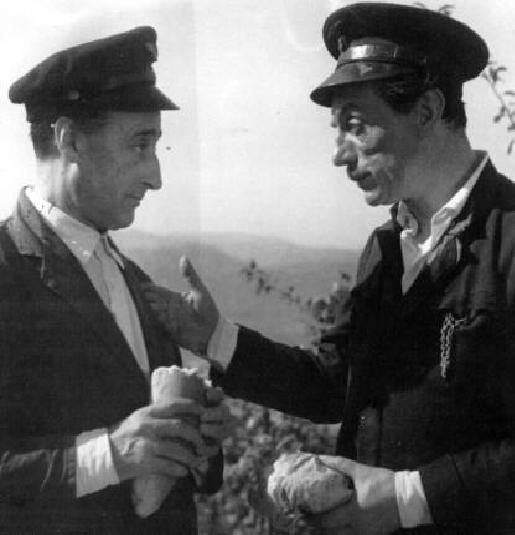
Eduardo e Totò nel film Napoli milionaria (1950)

Tra le opere più significative di questo periodo meritano una citazione particolare Napoli milionaria! (1945), Questi fantasmi! e Filumena Marturano (entrambi del 1946), Mia famiglia (1953), Bene mio e core mio (1956), De Pretore Vincenzo (1957), Sabato, domenica e lunedì (1959) scritto apposta per l'attrice Pupella Maggio nei panni della protagonista.

### L'impegno politico
Eduardo non abbandonò mai il suo impegno politico e sociale che lo vide in prima linea anche ad ottant'anni quando, nominato senatore a vita lottò in Senato e sul palcoscenico per i minori rinchiusi negli istituti di pena. Nel 1962 partì per una lunga tournée in Unione Sovietica, Polonia ed Ungheria, dove poté toccare con mano la grande ammirazione che pubblico ed intellettuali avevano per lui.
Tradotto e rappresentato in tutto il mondo, combatté negli anni sessanta per la creazione a Napoli di un teatro stabile. Continuò ad avere successo e nel 1972 gli venne conferito il "Premio Feltrinelli" per l'attività teatrale.

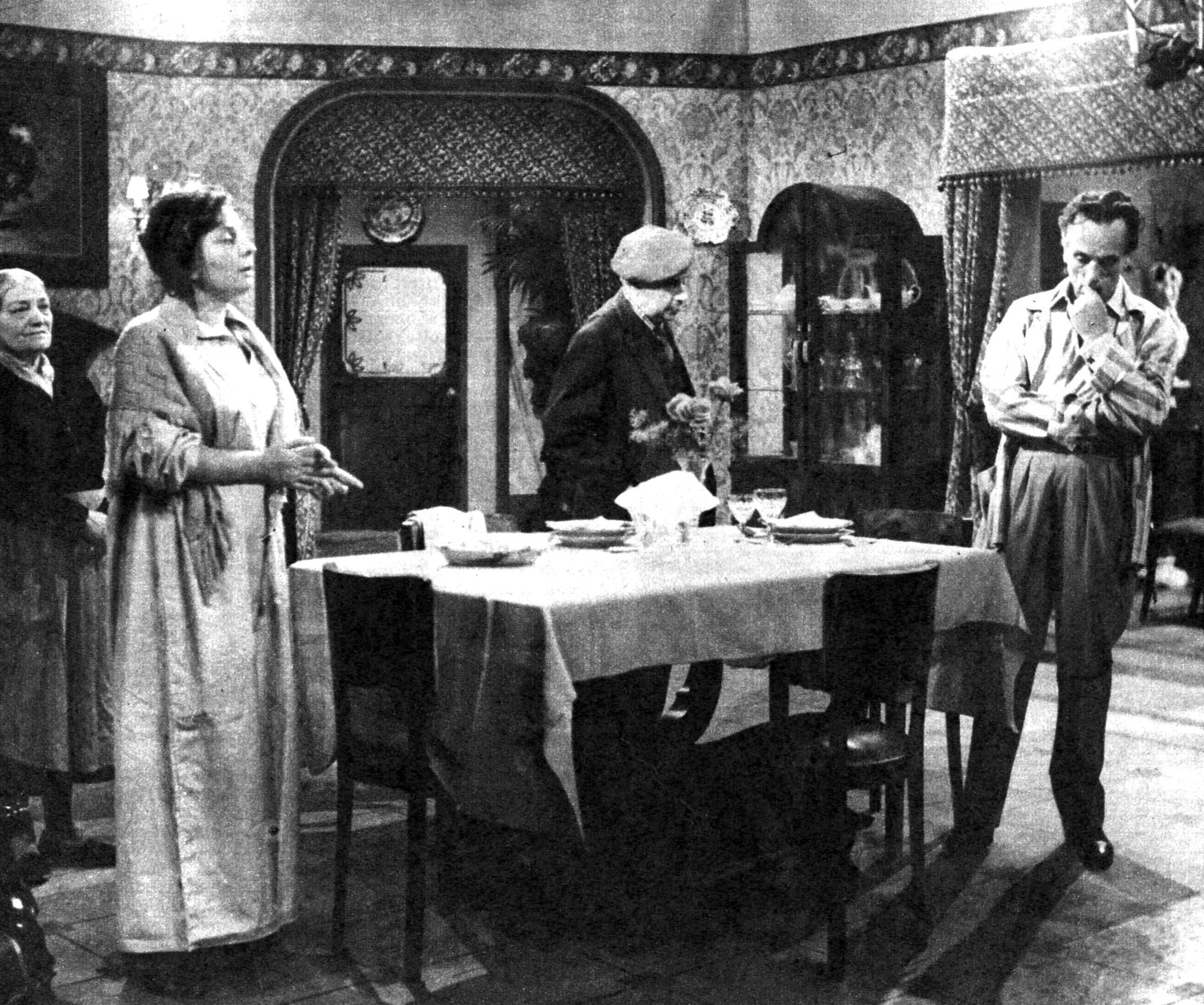
Regina Bianchi e Eduardo De Filippo in Filumena Marturano, Rai TV 1962

Del 1973 è Gli esami non finiscono mai, allestito con successo per la prima volta a Roma: tale commedia gli permise di vincere il "premio Pirandello" per il teatro l'anno successivo. Dopo aver ricevuto due lauree honoris causa (prima a Birmingham nel 1977 e poi a Roma nel 1980) nel 1981 fu nominato senatore a vita e aderì al gruppo della Sinistra Indipendente.
Nel teatro italiano, la lezione di Eduardo resta imprescindibile non solo per quanto concerne la contemporanea drammaturgia napoletana (Annibale Ruccello ed Enzo Moscato) e tutta quella fascia di "spettacolarità" tra cinema-teatro-televisione che ha riconosciuto in Massimo Troisi il proprio campione; ma tracce dell'influenza di Eduardo si riconoscono anche in Dario Fo e in tutta una serie di giovani "attautori" come Ascanio Celestini (soprattutto in merito al linguaggio) o di personalità sconosciute al grande pubblico che lavorano nell'ambito della "ricerca" (si ricordi ad esempio Gaetano Ventriglia).

### Il cinema
Dal 1932 Eduardo De Filippo entrò prepotentemente anche nel mondo del grande schermo, sia come attore che come regista (ed occasionalmente anche come sceneggiatore): il suo esordio sul set avvenne con Tre uomini in frak di Mario Bonnard (1932). Eduardo venne scritturato assieme al fratello Peppino da Giuseppe Amato, che li aveva visti recitare al Teatro Kursaal di Napoli. Il film aveva come protagonista il celebre cantante Tito Schipa, al quale i due fratelli fanno da spalla. La prima regia di Eduardo fu nel film, di cui fu anche interprete, In campagna è caduta una stella del 1940.
Amico e collaboratore di Vittorio De Sica, per Vittorio egli inventò alcuni personaggi divertenti in alcune pellicole (Tempi nostri - Zibaldone n. 2 e L'oro di Napoli) e curò la sceneggiatura di Matrimonio all'italiana (1964), remake di Filumena Marturano, film diretto da Eduardo nel 1951 con lui e la sorella Titina protagonisti. Nel 1950 diresse e interpretò con Totò Napoli milionaria!.
Dopo la regia di Spara forte, più forte... non capisco! del 1966, Eduardo abbandonò il cinema per dedicarsi alla TV, per la quale ripropose le sue commedie per tutto il decennio successivo e, nel 1984, l'anno della sua morte, interpretò il suo ultimo ruolo: il vecchio maestro nello sceneggiato Cuore, diretto da Luigi Comencini e tratto dal libro di Edmondo De Amicis.
Eduardo avrebbe dovuto partecipare al film Porno-Teo-Kolossal di Pier Paolo Pasolini, rimasto però incompiuto per la morte prematura del regista.

### Malattia e morte
Il 4 marzo 1974, in seguito a un malore durante una rappresentazione scenica, gli fu applicato un pacemaker; tuttavia il 27 marzo era di nuovo sul palcoscenico.
Ricoverato da tre giorni a Roma presso la clinica Villa Stuart, Eduardo morì la sera del 31 ottobre 1984 alle 22:50, a causa di un blocco renale. Dopo la camera ardente, allestita al Senato, i funerali si tennero sabato 3 novembre con una breve cerimonia religiosa nella basilica di San Giovanni in Laterano; a seguire, in piazza San Giovanni, fu celebrata una cerimonia civile, che contò una partecipazione di circa 30.000 persone e fu trasmessa in diretta televisiva dalla Rai. Le sue spoglie riposano nella cappella di famiglia al cimitero del Verano, a Roma.

## Vita privata

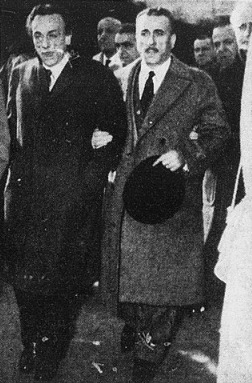
Eduardo insieme al fratello Peppino, durante i funerali di Luisella, figlia di Eduardo, nel 1960

La vita privata di Eduardo, frenetica e confusa nel periodo pre-bellico, trovò invece pace e serenità negli anni della vecchiaia.
Tre furono le donne importanti e straordinarie nella sua vita: Dorothy Pennington (una giovane e colta americana che sposò nel 1928; il matrimonio fu annullato nel 1952 con sentenza del tribunale della Repubblica di San Marino, poi convalidata anche da quello di Napoli nel 1955), Thea Prandi (madre dei suoi figli Luisa e Luca, sposata il 2 gennaio 1956) e, infine, Isabella Quarantotti, scrittrice e sceneggiatrice che sposò il 4 febbraio 1977.
Nel corso di pochi anni sopportò gravi lutti familiari: prima la morte della figlia Luisella, avvenuta il 5 gennaio 1960, poi quella di Thea Prandi (da cui si era peraltro separato l'anno prima), il 9 giugno 1961 e infine la morte di Titina, la sorella da sempre "ago della bilancia" tra le forti personalità di Eduardo e di Peppino.
Anche in occasione della morte di Titina, avvenuta il 26 dicembre 1963, Eduardo e Peppino avevano litigato accesamente, davanti alla sorella defunta e agli attoniti familiari di lei, a proposito del luogo di sepoltura.
Dal 1970 e fino alla sua morte era solito trascorrere i fine settimana e i mesi estivi nella villa di Colle Ottone Alto a Velletri, acquistata proprio nel '70 dall'attrice Andreina Pagnani e poi divenuta la casa di Angelica Ippolito e Gian Maria Volonté. Durante quei soggiorni, si avvicendavano nella campagna castellana attori di cinema e di teatro.

### L'incerta riconciliazione con Peppino

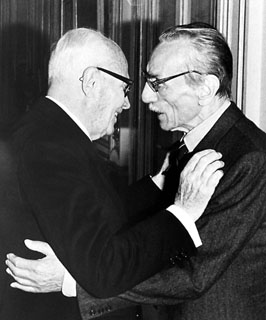
Eduardo De Filippo con Sandro Pertini

Vi furono voci di riconciliazione con il fratello Peppino, in occasione della malattia di costui nel 1980, ripetute anche dal figlio Luigi: 
 In realtà, secondo alcuni scrittori di argomenti teatrali neanche in questa occasione i due fratelli sarebbero riusciti veramente a riconciliarsi. "I giornali scrissero quello che il pubblico voleva leggere".
Si è scritto che alla notizia del peggioramento delle condizioni di Peppino, Eduardo andò sì a fargli visita ma, una volta morto il fratello, non partecipò alle esequie, e la sera, rivolto al pubblico del Teatro Duse di Bologna, disse: «Adesso mi manca. Come compagno, come amico, ma non come fratello».

## L'eredità
Oltre ad aver influenzato la carriera artistica di colleghi e di nuove leve, Eduardo esercitò le proprie capacità anche come insegnante essendo stato incaricato dall'Università "La Sapienza" di Roma come docente a contratto di Drammaturgia per la cattedra di Storia del Teatro e dello Spettacolo di Ferruccio Marotti negli anni accademici 1981/82, 1982/83 e 1983/84. La sua attività didattica all'università fu integralmente ripresa in video broadcast dal Centro Teatro Ateneo con la regìa di Marotti ed è visibile sul canale You Tube sulla piattaforma Archivio Storico Audiovisivo del Centro Teatro Ateneo.
Nel giugno 2025, al festival Il Cinema Ritrovato di Bologna, è stato presentato per la prima volta Ombre vive, film diretto da Mario Baffico e interpretato da Eduardo De Filippo e Paolo Stoppa. L’opera, girata tra la fine degli anni Quaranta e l’inizio degli anni Cinquanta, non era mai stata distribuita né menzionata nelle filmografie ufficiali di De Filippo. Il film, ambientato nei primi decenni del Novecento, racconta la storia di una compagnia itinerante dello spettacolo alle prese con l’arrivo del cinematografo e, successivamente, della televisione..

## Carriera

### Teatro
- Farmacia di turno (1920)
- Uomo e galantuomo (1922)
- Requie a l'anema soja... / I morti non fanno paura (1926)
- Ditegli sempre di sì (1927)
- Filosoficamente (1928)
- Sik-Sik, l'artefice magico (1929)
- Chi è cchiu' felice 'e me! (1929)
- Quei figuri di trent'anni fa (1929)
- Ogni anno punto e da capo (1931)
- È arrivato 'o trentuno (1931)
- Natale in casa Cupiello (1931)
- L'ultimo Bottone (1932)
- Gennareniello (1932)
- La voce del padrone / Il successo del giorno (1932)
- Una bella trovata (1932)
- Noi siamo navigatori (1932)
- Il thè delle cinque (1932)
- Cuoco della mala cucina (1932)
- Il coraggio (1932)
- Il dono di Natale (1932)
- Parlate al portiere (1933)
- Tre mesi dopo (1934)
- Sintetici a qualunque costo (1934)
- Quinto piano, ti saluto! (1934)
- Uno coi capelli bianchi (1935)
- L'abito nuovo (1935)
- Occhio alle ragazze! (1936)
- Che scemenza (1937)
- Il ciclone (1938)

- Pericolosamente / San Carlino (1938)
- La parte di Amleto (1940)
- Basta il succo di limone! (1940)
- Non ti pago (1940)
- Io, l'erede (1942)
- La fortuna con l'effe maiuscola (1942)
- Sue piccole mani (1943)
- Napoli milionaria! (1945)
- Occhiali neri (1945)
- Questi fantasmi! (1946)
- Filumena Marturano (1946)
- Le bugie con le gambe lunghe (1947)
- La grande magia (1948)
- Le voci di dentro (1948)
- La paura numero uno (1950)
- Amicizia (1952)
- Mia famiglia (1955)
- Bene mio e core mio (1955)
- De Pretore Vincenzo (1957)
- Il figlio di Pulcinella (1957)
- Sabato, domenica e lunedì (1959)
- Il sindaco del rione Sanità (1960)
- Tommaso d'Amalfi (1962)
- L'arte della commedia (1964)
- Dolore sotto chiave (1964)
- Il cilindro (1965)
- Il contratto (1967)
- Il monumento (1970)
- Gli esami non finiscono mai (1973)

### Cinema
- Tre uomini in frak (1932), regìa di Mario Bonnard [attore]
- Il cappello a tre punte (1934), regìa di Mario Camerini [attore]
- Quei due (1935), regìa di Gennaro Righelli [sceneggiatore, attore]
- Sono stato io! (1937), regìa di Raffaello Matarazzo [attore]
- L'amor mio non muore! (1938), regìa di Giuseppe Amato [sceneggiatore, attore]
- Il marchese di Ruvolito (1939), regìa di Raffaello Matarazzo [sceneggiatore, attore]
- In campagna è caduta una stella (1939) [regista, sceneggiatore, attore]
- Il sogno di tutti (1940), regìa di Oreste Biancoli [attore]
- A che servono questi quattrini? (1942), regìa di Esodo Pratelli [attore]
- Non ti pago! (1942), regìa di Carlo Ludovico Bragaglia [soggetto, attore]
- Casanova farebbe così! (1942), regìa di Carlo Ludovico Bragaglia [sceneggiatore, attore]
- Non mi muovo! (1943), regìa di Giorgio Simonelli [sceneggiatore, attore]
- Il fidanzato di mia moglie (1943), regìa di Carlo Ludovico Bragaglia [attore]
- Ti conosco, mascherina! (1943) [regista, attore]
- La vita ricomincia (1945), regìa di Mario Mattoli [attore]
- Uno tra la folla (1946), regìa di Ennio Cerlesi [attore]
- Assunta Spina (1948), regìa di Mario Mattoli [sceneggiatore, attore]
- Campane a martello (1949), regìa di Luigi Zampa [attore]
- Yvonne la Nuit (1949), regìa di Giuseppe Amato [attore]
- Napoli milionaria (1950) [regista, sceneggiatore, attore]
- Porca miseria! (1951), regìa di Giorgio Bianchi [soggetto]
- Cameriera bella presenza offresi... (1951), regìa di Giorgio Pàstina [attore]
- Filumena Marturano (1951) [regista, sceneggiatore, attore]
- Le ragazze di piazza di Spagna (1952), regìa di Luciano Emmer [attore]
- Marito e moglie (1952) [regista, sceneggiatore, attore]
- La macchina ammazzacattivi (1952), regìa di Roberto Rossellini [soggetto]

- I sette peccati capitali (1952) - episodio Avarizia e ira [regista, sceneggiatore, attore]
- Cinque poveri in automobile (1952), regìa di Mario Mattoli [sceneggiatore, attore]
- Ragazze da marito (1952) [regista, sceneggiatore, attore]
- Ombre vive (1953/1954?) regia di Mario Baffico  (film mai uscito nelle sale)
- Napoletani a Milano (1953) [regista, sceneggiatore, attore]
- Traviata '53 (1953), regìa di Vittorio Cottafavi [attore][40]
- Villa Borghese (1953), regìa di Vittorio De Sica e Gianni Franciolini - episodio Il paraninfo [attore]
- Cento anni d'amore (1954), regìa di Lionello De Felice - episodio Purificazione [attore]
- Tempi nostri (1954), regìa di Alessandro Blasetti - episodio Don Corradino [attore]
- Questi fantasmi (1954) [regista, sceneggiatore]
- L'oro di Napoli (1954), regìa di Vittorio De Sica - episodio Il professore [attore]
- Pane, amore e gelosia (1954), regìa di Luigi Comencini [sceneggiatore]
- Cortile (1955), regìa di Antonio Petrucci [attore]
- Fortunella (1958) [regista, attore]
- L'amore più bello (1958), regìa di Glauco Pellegrini [attore]
- Vento di passioni (1958), regìa di Richard Wilson [attore]
- Sogno di una notte di mezza sbornia (1959) [regista, sceneggiatore, attore]
- Ferdinando Iº re di Napoli (1959), regìa di Gianni Franciolini [attore]
- Tutti a casa (1960), regìa di Luigi Comencini [attore]
- Fantasmi a Roma (1961), regìa di Antonio Pietrangeli [attore]
- Ieri, oggi, domani (1963), regìa di Vittorio De Sica [sceneggiatore]
- Oggi, domani, dopodomani (1965) [regista, sceneggiatore]
- Spara forte, più forte... non capisco! (1966) [regista, sceneggiatore, attore]
- Questi fantasmi (1967), regìa di Renato Castellani [soggetto]
- I racconti di Canterbury (1972), regìa di Pier Paolo Pasolini [doppiatore]
- Il sindaco (1996), regìa di Ugo Fabrizio Giordani [soggetto]

### Regia di opere liriche
- Il barbiere di Siviglia di Giovanni Paisiello, Piccola Scala (1960)
- Rigoletto di Giuseppe Verdi, Teatro dell'Opera di Roma (1966)
- Il naso di Dmitrij Dmitrievič Šostakovič, Teatro dell'Opera di Roma (1967)
- Il barbiere di Siviglia di Gioachino Rossini, Teatro dell'Opera di Roma (1967)
- La pietra del paragone di Gioachino Rossini, Piccola scala (1982)

### Prosa radiofonica Rai
- Il mio primo amore (6 marzo 1937)
- Filumena Marturano, tre atti di Eduardo De Filippo (anche regista), compagnia Eduardo e Titina De Filippo, con Titina De Filippo, Eduardo De Filippo, Vittoria Crispo, Rosita Pisano, Aldo Giuffré, Pietro Carloni, giovedì 1 febbraio 1951.
- Le voci di dentro di e regia di Eduardo De Filippo, con Titina De Filippo, Rosita Pisano, Eduardo De Filippo, Aldo Giuffré, Vera Carmi, Enzo Donzelli, trasmessa nel Secondo Programma, giovedì 23 luglio 1959.

### Televisione
- Teatro in diretta (1955-56)
  - Miseria e nobiltà (30 dicembre 1955)
  - Non ti pago! (13 gennaio 1956)
  - Questi fantasmi (3 febbraio 1956)
- Sei telefilm da sei atti unici (1956)
  - I morti non fanno paura (5 maggio 1956)
  - Il dono di natale (19 maggio 1956)
  - Quei figuri di tanti anni fa (16 giugno 1956)
  - San Carlino 1900... e tanti (30 giugno 1956)
  - Amicizia (14 luglio 1956)
  - La chiave di casa (4 agosto 1956)
- Teatro in diretta (1959)
  - Tre calzoni fortunati (23 gennaio 1959)
  - La fortuna con l'effe maiuscola (17 aprile 1959)
  - Il medico dei pazzi (11 maggio 1959)
- Il teatro di Eduardo. Primo ciclo (1962)
  - L'avvocato ha fretta (1º gennaio 1962; registrazione andata perduta)
  - Sik-Sik, l'artefice magico (1º gennaio 1962; registrazione andata perduta)[41]
  - Ditegli sempre di sì (8 gennaio 1962)
  - Natale in casa Cupiello (15 gennaio 1962)
  - Napoli milionaria (22 gennaio 1962)
  - Questi fantasmi! (29 gennaio 1962)
  - Filumena Marturano (5 febbraio 1962)
  - Le voci di dentro (12 febbraio 1962; registrazione andata perduta)
  - Sabato, domenica e lunedì (19 febbraio 1962; registrazione andata perduta)
- Un teleromanzo (1963)
  - Peppino Girella (sceneggiato televisivo trasmesso in sei puntate dal 14 aprile al 19 maggio 1963)
- Il teatro di Eduardo. Secondo ciclo (1964)
  - Chi è più felice di me? (13 gennaio 1964)
  - L'abito nuovo (20 gennaio 1964)
  - Non ti pago (5 febbraio 1964)
  - La grande magia (19 febbraio 1964)
  - La paura numero uno (18 marzo 1964)
  - Bene mio e core mio (1º aprile 1964)
  - Mia famiglia (15 aprile 1964)
  - Il sindaco del rione Sanità (29 aprile 1964)
- Il ciclo scarpettiano (1975)
  - Lu curaggio de nu pumpiero napulitano (24 gennaio 1975)
  - Li nepute de lu sinneco (31 gennaio 1975)
  - Na santarella (7 febbraio 1975)
  - 'O tuono 'e marzo (14 febbraio 1975)
- Il teatro di Eduardo. Terzo ciclo (1975-1976)
  - Uomo e galantuomo (26 dicembre 1975)
  - De Pretore Vincenzo (2 gennaio 1976)
  - L'arte della commedia (9 gennaio 1976)
  - Gli esami non finiscono mai (16 gennaio 1976)
- Il teatro di Eduardo. Quarto ciclo (1977-1981)
  - Natale in casa Cupiello (25 dicembre 1977)
  - Il cilindro (5 novembre 1978)
  - Gennareniello (12 novembre 1978)
  - Quei figuri di tanti anni fa (24 dicembre 1978)
  - Le voci di dentro (30-31 dicembre 1978)
  - Il sindaco del rione Sanità (14 aprile 1979)
  - Il contratto (13 giugno 1981)
  - Il berretto a sonagli (20 giugno 1981)
- Serata d'onore (1978)
  - Lieta serata insieme a Eduardo e ai suoi compagni d'arte (29 giugno 1978)
- Lirica in TV (1959, 1977, 1982, 1984)
  - La pietra del paragone (29 maggio 1959)
  - Napoli milionaria! (22 giugno 1977)
  - La pietra del paragone (10 febbraio 1982)
  - Cuore (sceneggiato televisivo trasmesso in sei puntate dal 4 ottobre all'8 novembre 1984)

## Opere di Eduardo

### Teatro
- Sik-sik l'artefice magico, Napoli, Tirrena, 1932.
- Napoli milionaria!, Torino, Einaudi, 1950; 1964.
- Questi fantasmi!, Torino, Einaudi, 1951.
- Cantata dei giorni dispari, I, Torino, Einaudi, 1951; 1971; a cura di Anna Barsotti, 1995. ISBN 88-06-13633-X; edizione critica e commentata a cura di Nicola De Blasi e Paola Quarenghi, Milano, A. Mondadori, 2005. ISBN 88-04-53740-X.
- Bene mio e core mio, Torino, Einaudi, 1956.
- Chi è cchiù felice 'e me!, Torino, Einaudi, 1956.
- Mia famiglia. Commedia in tre atti, Torino, Einaudi, 1956.
- De Pretore Vincenzo, Torino, Einaudi, 1957.
- Le bugie con le gambe lunghe, Torino, Einaudi, 1958.
- Il figlio di Pulcinella, Torino, Einaudi, 1958.
- Cantata dei giorni dispari, II, Torino, Einaudi, 1958; 1971; a cura di Anna Barsotti, 1995. ISBN 88-06-13790-5; edizione critica e commentata a cura di Nicola De Blasi e Paola Quarenghi, Milano, A. Mondadori, 2007. ISBN 978-88-04-56243-6.
- Cantata dei giorni pari, Torino, Einaudi, 1959; Premio Speciale Viareggio[43] 1971; a cura di Anna Barsotti, 1998. ISBN 88-06-14137-6; edizione critica e commentata a cura di Nicola De Blasi e Paola Quarenghi, Milano, A. Mondadori, 2000. ISBN 88-04-47410-6.
- Il sindaco del Rione Sanità, Torino, Einaudi, 1961.
- Natale in casa Cupiello, Torino, Einaudi, 1964.
- Filumena Marturano, Torino, Einaudi, 1964.
- Le voci di dentro, Torino, Einaudi, 1964.
- Non ti pago, Torino, Einaudi, 1964.
- Peppino Girella, Roma, Editori Riuniti, 1964.
- L'arte della commedia, seguito dall'atto unico Dolore sotto chiave, Torino, Einaudi, 1965.
- Ditegli sempre di sì, Torino, Einaudi, 1966.
- Uomo e galantuomo, Torino, Einaudi, 1966.
- Sabato, domenica e lunedì, Torino, Einaudi, 1966.
- Cantata dei giorni dispari, III, Torino, Einaudi, 1966; 1971; 1976; a cura di Anna Barsotti, 1995. ISBN 88-06-13901-0.
- Il contratto, Torino, Einaudi, 1967.
- Il monumento, Torino, Einaudi, 1971.
- Ogni anno punto e a capo, Torino, Einaudi, 1971.
- Bene mio e core mio, Torino, Einaudi, 1971.
- I capolavori di Eduardo, 2 voll., Torino, Einaudi, 1971; 1979.

Contiene: I, Ditegli sempre di sì; Sik-Sik, l'artefice magico; Natale in casa Cupiello; Non ti pago; Napoli milionaria!; Questi fantasmi!; Filumena Marturano; Le voci di dentro. II, Mia famiglia; De Pretore Vincenzo; Sabato, domenica e lunedì; Il Sindaco del Rione Sanità; L'arte della commedia; Il contratto.
- Gli esami non finiscono mai, Torino, Einaudi, 1973.
- La grande magia, Torino, Einaudi, 1973.
- Io, l'erede, Torino, Einaudi, 1976.
- Tommaso d'Amalfi, Torino, Einaudi, 1980.
- Tre commedie, a cura di Guido Davico Bonino, Torino, Einaudi, 1992. ISBN 88-06-12456-0.

Contiene: Le bugie con le gambe lunghe; La grande magia; Bene mio core mio.
- Tre adattamenti teatrali, Torino, Einaudi, 1999. ISBN 88-06-15021-9.

Contiene: Sogno di una notte di mezza sbornia, La monaca fauza, Cani e gatti!.

### Adattamenti e lavori teatrali in collaborazione
- L'ultimo Bottone, (adattamento da Munos Seca e Garcia Alvarez)
- Sogno di una notte di mezza sbornia, (adattamento libero di L'agonia di Schizzo di Athos Setti) (1936)
- Pulicinella ca va' truvanno 'a fortuna soia pe' Napule di P. Altavilla (libero adattamento di Eduardo), (Edizioni del Teatro San Ferdinando, Napoli, 1958)
- La fortuna con l'effe maiuscola (in collaborazione con Armando Curcio, in "Il teatro di Armando Curcio", Curcio, Milano, 1977)
- La tempesta di William Shakespeare nella traduzione in napoletano di Eduardo De Filippo, (Einaudi, Torino, 1984)
- Peppino Girella (da una novella di Isabella Quarantotti De Filippo, Editori Riuniti, Roma, 1964)
- Eduardo De Filippo presenta 4 commedie di Eduardo e Vincenzo Scarpetta (liberi adattamenti di Eduardo), (Einaudi, Torino, 1974)
- Simpatia (in collaborazione con la Scuola di drammaturgia di Firenze), (Einaudi, Torino, 1981)
- Mettiti al passo!, (commedia di Claudio Brachini su soggetto di Eduardo), (Einaudi, Torino, 1982)
- L'erede di Shylock (commedia di Luciana Luppi su soggetto di Eduardo), (Einaudi, Torino, 1984)
- Un pugno d'acqua (commedia di Renato Iannì su soggetto di Eduardo), (Einaudi, Torino, 1985)
- Teatro. Cantata dei giorni pari, a cura di Nicola De Blasi e Paola Quarenghi, Milano, Mondadori (I Meridiani) 2000
- Teatro. Cantata dei giorni dispari, tomo I, a cura di Nicola De Blasi e Paola Quarenghi, Milano, Mondadori (I Meridiani) 2005
- Teatro. Cantata dei giorni dispari, tomo II, a cura di Nicola De Blasi e Paola Quarenghi, Milano, Mondadori (I Meridiani) 2007

### Poesie e racconti
Della produzione artistica di Eduardo non vanno dimenticate le poesie di cui lo stesso autore ci racconta la genesi:
Questo mi portava sempre più vicino all'essenza del mio pensiero e mi permetteva di superare gli ostacoli.
Per esempio, La gatta d' 'o palazzo e Tre ppiccerilli
mi aiutarono ad andare avanti con Filumena Marturano. Come la gatta lascia il biglietto da mille lire e mangia il cibo, così Filumena non mira al danaro di Domenico Soriano ma alla pace e alla serenità dei suoi figli.
I quali figli sono poi i tre bambini sotto un ombrello che vidi davvero una mattina in un vicolo di Napoli, uniti nella poesia, separati nella vicenda teatrale fino al momento della rivelazione di Filumena... A poco a poco ci ho preso gusto e ora scrivo poesie anche indipendentemente dalle commedie.»
(In nota di copertina a  Eduardo De Filippo, Le poesie, in Collana ET Poesia, Einaudi, 2005.)
- Il paese di Pulcinella, Napoli, Casella, 1951.
- Padre Cicogna, Napoli, 1969.
- 'O Canisto, Napoli, Edizioni del Teatro San Ferdinando, 1971.
- Le poesie di Eduardo, Torino, Einaudi, 1975.
- 'O penziero e altre poesie di Eduardo, Torino, Einaudi, 1985. ISBN 88-06-58149-X.
- È asciuto 'o sole, in "Mercurio", supplemento de La Repubblica, n. 20, 19 maggio 1990 (ma 1973).

### Altri scritti
- Io e la nuova commedia di Pirandello, in "Il Dramma", 1º giugno 1936.
- Lettera al Ministro dello Spettacolo, in Luciano Bergonzini e Federico Zardi, Teatro anno zero, Firenze, Parenti, 1961.
- Prefazione a Mario Mangini, Eduardo Scarpetta e il suo tempo, Napoli, Montanino, 1961.
- Sulla recitazione, in "Actors in Acting", New York, Crown Publishers, 1970.
- Il teatro e il mio lavoro, in "Adunanze straordinarie per il conferimento dei premi A. Feltrinelli", vol. I, fasc. 10, (Accademia Nazionale dei Lincei, Roma, 1973)
- I fantasmi siamo noi!, lezione-spettacolo, (Piccolo Teatro di Milano, n. 3, 1985)
- L'abbrustolaro, in Mariarosa Schiaffino, Le ore del caffè, Milano, Idealibri, 1983.
- Lezioni di teatro all'Università di Roma «La Sapienza», a cura di Paola Quarenghi, prefazione di Ferruccio Marotti, Collana gli Struzzi n.304, Torino, Einaudi, 1986, ISBN 88-06-58693-9.

## Onorificenze
- Senatore a vita della Repubblica Italiana, nomina presidenziale, 1981
- Laurea Honoris Causa in Lettere, University of Birmingham, 1977
- Laurea Honoris Causa in Lettere, Università degli Studi di Roma "La Sapienza", 1980.
- Ambrogino d'oro e cittadinanza onoraria di Milano
- Cittadinanza onoraria di Mola di Bari
- Premio Internazionale Feltrinelli dell'Accademia Nazionale dei Lincei di Roma, 1972[46]
- Intitolazione di "Piazza Eduardo De Filippo" a Napoli, antistante al Teatro San Ferdinando[47], diverse strade e scuole in molti comuni del napoletano hanno omaggiato il drammaturgo, anche a Bari nel quartiere S.Rita c'è "via Fratelli De Filippo".
- Cittadinanza onoraria di Velletri con una strada intitolata all'artista.